# Sllave Llambi
Sllave Petre Llambi (ur. 26 czerwca 1919 w Tiranie, zm. 31 grudnia 1985) – albański piłkarz i trener piłkarski. W latach 1946–1950 należał do reprezentacji Albanii, a w 1949 roku był także jej selekcjonerem.